# Wereldkampioenschappen zwemmen 2019 – 4×100 meter vrije slag gemengd
De 4×100 meter vrije slag gemengd op de wereldkampioenschappen zwemmen 2019 in Gwangju vond plaats op 27 juli 2019. Na afloop van de series kwalificeerden de acht snelste ploegen zich voor de finale.

## Records
Voorafgaand aan het toernooi waren dit het wereldrecord en het kampioenschapsrecord
| Wereldrecord         | Verenigde Staten Caeleb Dressel Nathan Adrian Mallory Comerford Simone Manuel | 3.19,60 | 29 juli 2017 | Boedapest |
| Kampioenschapsrecord | Verenigde Staten Caeleb Dressel Nathan Adrian Mallory Comerford Simone Manuel | 3.19,60 | 29 juli 2017 | Boedapest |

## Uitslagen

### Series
| Rang | Serie | Baan | Namen               | Land | Tijd    | Bijz. |
| ---- | ----- | ---- | ------------------- | --- | ------- | ----- |
| 1    | 3     | 0    | Verenigde Staten    | Blake Pieroni (48.15) Nathan Adrian (47.67) Katie McLaughlin (53.96) Abbey Weitzeil (52.92)                             | 3:22.70 | Q     |
| 2    | 4     | 2    | Australië           | Cameron McEvoy (48.69) Alexander Graham (48.40) Brianna Throssell (53.46) Madison Wilson (53.22)                        | 3:23.77 | Q     |
| 3    | 3     | 1    | Canada              | Markus Thormeyer (48.98) Yuri Kisil (48.25) Kayla Sanchez (53.10) Margaret MacNeil (53.76)                              | 3:24.09 | Q     |
| 4    | 4     | 4    | Frankrijk           | Clément Mignon (48.33) Maxime Grousset (48.61) Charlotte Bonnet (53.39) Béryl Gastaldello (53.94)                       | 3:24.27 | Q     |
| 5    | 3     | 5    | Italië              | Manuel Frigo (48.75) Alessandro Miressi (48.39) Ilaria Bianchi (54.80) Federica Pellegrini (53.12)                      | 3:25.06 | Q     |
| 6    | 4     | 5    | Rusland             | Michail Vekovisjtsjev (48.68) Ivan Girev (48.72) Darja Oestinova (53.87) Veronika Androesenko (54.11)                   | 3:25.38 | Q     |
| 7    | 3     | 2    | Japan               | Katsuhiro Matsumoto (48.78) Katsumi Nakamura (48.21) Tomomi Aoki (54.52) Aya Sato (53.90)                               | 3:25.41 | Q     |
| 8    | 3     | 4    | Nederland           | Kyle Stolk (49.17) Jesse Puts (48.56) Kira Toussaint (54.99) Maud van der Meer (54.57)                                  | 3:27.29 | Q     |
| 9    | 4     | 3    | Duitsland           | Josha Salchow (49.50) Christoph Fildebrandt (48.60) Isabel Marie Gose (55.16) Julia Mrozinski (54.11)                   | 3:27.37 |       |
| 10   | 3     | 3    | Polen               | Jakub Kraska (49.24) Jan Hołub (49.37) Katarzyna Wilk (53.93) Aleksandra Polańska (55.09)                               | 3:27.63 |       |
| 11   | 2     | 1    | Zwitserland         | Roman Mityukov (50.00) Antonio Djakovic (49.12) Maria Ugolkova (54.14) Noémi Girardet (55.88)                           | 3:29.14 |       |
| 12   | 4     | 8    | Singapore           | Darren Chua Yi Shou (49.97) Jonathan Tan Eu Jin (49.65) Cherlyn Yeoh (55.13) Quah Jing Wen (55.51)                      | 3:30.26 |       |
| 13   | 4     | 0    | Zuid-Korea          | Yang Jae-hoon (49.60) Lee Kun-a (55.83) Jeong So-eun (55.32) Park Seon-kwan (50.45)                                     | 3:31.20 |       |
| 14   | 4     | 7    | Turkije             | Yalım Acımış (50.60) Hüseyin Emre Sakçı (48.92) Selen Özbilen (56.05) Viktoriya Zeynep Güneş (55.81)                    | 3:31.38 |       |
| 15   | 3     | 6    | China               | Yu Hexin (50.53) Cao Jiwen (48.82) Wang Jingzhuo (55.26) Wu Qingfeng (57.11)                                            | 3:31.72 |       |
| 16   | 3     | 8    | Hongkong            | Nicholas Lim (51.99) Ian Ho (49.53) Tam Hoi Lam (56.24) Camille Cheng (54.79)                                           | 3:32.55 |       |
| 17   | 3     | 7    | Zuid-Afrika         | Christopher Reid (50.81) Ryan Coetzee (50.64) Emma Chelius (55.14) Tayla Lovemore (56.30)                               | 3:32.89 |       |
| 18   | 1     | 6    | Luxemburg           | Julien Henx (51.30) Raphaël Stacchiotti (49.82) Julie Meynen (55.22) Monique Olivier (57.21)                            | 3:33.55 |       |
| 19   | 1     | 8    | Filipijnen          | Luke Gebbie (50.01) Nicole Oliva (56.64) James Deiparine (54.35) Remedy Rule (56.14)                                    | 3:37.14 |       |
| 20   | 4     | 1    | Letland             | Ģirts Feldbergs (51.91) Daniils Bobrovs (52.45) Kristina Steina (56.52) Ieva Maļuka (56.78)                             | 3:37.66 |       |
| 21   | 2     | 8    | Chinees Taipei      | Wang Yu-lian (50.71) An Ting-yao (50.72) Huang Mei-chien (57.58) Lin Pei-wun (1:02.09)                                  | 3:41.10 |       |
| 22   | 1     | 5    | Armenië             | Artur Barseghyan (51.32) Vahan Mkhitaryan (52.66) Ani Poghosyan (59.04) Varsenik Manucharyan (1:01.05)                  | 3:44.07 |       |
| 23   | 3     | 9    | Singapore           | Steven Aimable (51.72) Abdoul Niane (51.55) Sophia Diagne (1:01.38) Jeanne Boutbien (59.56)                             | 3:44.21 |       |
| 24   | 2     | 9    | Kaaimaneilanden     | Brett Fraser (50.18) Jordan Crooks (51.90) Raya Embury-Brown (1:02.72) Lauren Hew (59.74)                               | 3:44.54 |       |
| 25   | 4     | 9    | Kenia               | Issa Mohamed (53.44) Maria Brunlehner (58.88) Emily Muteti (1:00.64) Danilo Rosafio (53.69)                             | 3:46.65 |       |
| 26   | 1     | 4    | Seychellen          | Felicity Passon (57.06) Simon Bachmann (54.17) Aaliyah Palestrini (1:01.75) Samuele Rossi (55.00)                       | 3:47.98 |       |
| 27   | 1     | 7    | Jordanië            | Khader Baqlah (49.09) Amro Al-Wir (55.31) Leedia Alsafadi (1:03.54) Talita Baqlah (1:00.41)                             | 3:48.35 |       |
| 28   | 1     | 2    | Mongolië            | Delgerkhuu Myagmar (53.68) Zandanbal Gunsennorov (55.10) Enkhzul Khuyagbaatar (1:03.61) Enkhkhuslen Batbayar (58.60)    | 3:50.99 |       |
| 29   | 2     | 4    | Angola              | Catarina Sousa (59.11) Daniel Francisco (53.78) Lia Ana Lima (1:03.51) Salvador Gordo (54.69)                           | 3:51.09 |       |
| 30   | 2     | 3    | Papoea-Nieuw-Guinea | Samuel Seghers (52.84) Georgia-Leigh Vele (1:02.29) Judith Meauri (1:03.66) Ryan Maskelyne (54.67)                      | 3:53.46 |       |
| 31   | 2     | 5    | Oeganda             | Atuhaire Ambala (54.99) Ssubi Katumba (1:04.19) Tendo Mukalazi (56.55) Avice Meya (1:04.36)                             | 4:00.09 |       |
| 32   | 2     | 2    | Madagaskar          | Tiana Rabarijaona (1:00.85) Heriniavo Rasolonjatovo (55.56) Jonathan Raharvel (1:00.17) Idealy Tendrinavalona (1:05.88) | 4:02.46 |       |
| 33   | 1     | 3    | Micronesië          | Tasi Limtiaco (54.53) Margie Winter (1:07.33) Taeyanna Adams (1:09.81) Kaleo Kihleng (56.30)                            | 4:07.97 |       |
| 34   | 2     | 0    | Tonga               | Finau Ohuafi (56.67) Noelani Day (1:06.50) Charissa Panuve (1:08.37) Amini Fonua (56.65)                                | 4:08.19 |       |
| 35   | 2     | 7    | Malediven           | Ali Imaan (1:01.84) Aishath Sausan (1:11.87) Sajina Aishath (1:13.12) Mubal Azzam Ibrahim (59.08)                       | 4:25.91 |       |
| 36   | 4     | 6    | Israël              | Tomer Frankel (50.11) Meiron Cheruti Anastasia Gorbenko Andrea Murez                                                    | DSQ     |       |
| 38   | 1     | 1    | Nigeria             | | DNS     |       |
| 38   | 2     | 6    | Panama              | | DNS     |       |

### Finale
| Rang   | Baan | Namen                                                                                              | Land             | Tijd    | Bijz. |
| ------ | ---- | -------------------------------------------------------------------------------------------------- | ---------------- | ------- | ----- |
| Goud   | 4    | Caeleb Dressel (47,34) Zach Apple (47,34) Mallory Comerford (52,72) Simone Manuel (52,00)          | Verenigde Staten | 3.19,40 | WR    |
| Zilver | 5    | Kyle Chalmers (47,37) Clyde Lewis (48,18) Emma McKeon (52,06) Bronte Campbell (52,36)              | Australië        | 3.19,97 |       |
| Brons  | 6    | Clément Mignon (48,44) Mehdy Metella (47,78) Charlotte Bonnet (52,87) Marie Wattel (53,02)         | Frankrijk        | 3.22,11 |       |
| 4      | 3    | Markus Thormeyer (48,84) Yuri Kisil (48,58) Taylor Ruck (53,12) Penelope Oleksiak (52,00)          | Canada           | 3.22,54 |       |
| 5      | 7    | Vladislav Grinev (48,42) Vladimir Morozov (47,31) Maria Kameneva (52,95) Darja Oestinova (54.04)   | Rusland          | 3.22,72 |       |
| 6      | 8    | Kyle Stolk (48,97) Jesse Puts (47,84) Femke Heemskerk (52,81) Ranomi Kromowidjojo (53,86)          | Nederland        | 3.23,48 |       |
| 7      | 1    | Katsumi Nakamura (48,49) Katsuhiro Matsumoto (47,99) Rika Omoto (54,36) Aya Sato (53,83)           | Japan            | 3.24,67 |       |
| 8      | 2    | Manuel Frigo (48,80) Alessandro Miressi (48,27) Ilaria Bianchi (54,81) Federica Pellegrini (53,70) | Italië           | 3.25,58 |       |